# Battement par minute
Pour les articles homonymes, voir BPM.
L'expression battement par minute (couramment abrégée BPM ou bpm) est une unité de mesure utilisée pour exprimer le tempo de la musique ou le rythme cardiaque, quantifié par le nombre de battements se produisant en une minute.
| Indication de tempo (terme italien) | Vitesse de pulsations |
| ----------------------------------- | --------------------- |
| Largo                               | 40-60 bpm             |
| Larghetto                           | 60-66 bpm             |
| Adagio                              | 66-76 bpm             |
| Andante                             | 76-108 bpm            |
| Moderato                            | 108-120 bpm           |
| Allegro                             | 120-160 bpm           |
| Presto                              | 168-200 bpm           |
| Prestissimo                         | 200-208 bpm           |
| A tempo                             | tempo spécifié        |

Sur une partition de musique classique, des termes italiens (comme « allegro » ou « presto ») servent à indiquer le tempo. La mention « a tempo » suivi de la vitesse en BPM peut aussi apparaître pour spécifier le rythme exact (exemple : « a tempo 128 »). Dans les partitions de musiques actuelles comme le rock ou le blues, il est très rare de voir les appellations italiennes de tempo : la vitesse d’exécution est habituellement spécifiée en bpm.

## Styles et bpm
Le rythme est un élément important dans les domaines de la musique populaire et de la musique électronique où l'on peut distinguer de nombreux styles musicaux par la rapidité de leur tempo.
- Tango : 50-56 bpm
- Trip hop : 60-120 bpm
- Cumbia : 70-80 bpm
- Crunk : 80 bpm
- Hip-hop old-school : 80-100 bpm
- Rap : 80-100 bpm
- Reggaeton : 80-90 bpm
- Heavy metal : 100-120 bpm
- Salsa : 150-220 bpm
- Bachata : 128 bpm
- Norteña : 110-120 bpm
- New beat : 110-120 bpm
- Techno minimale : 120-135 bpm
- Trap : 120-160 bpm
- Darkcore : 120-150 bpm
- Terrorcore : 120-600 bpm
- House : 124-130 bpm
- Techno : 125-145 bpm
- Tribe : 145-180 bpm
- Tribecore : 180-200 bpm
- Frenchcore : 200-210 bpm
- Eurodance : 126-132 bpm
- Electro : 126-135 bpm
- Funky house : 128-136 bpm
- Trance : 128-140 bpm
- Techno Mélodique : 120-165 bpm
- NuteonTek : 125-165 bpm
- Goa trance : 130-146 bpm
- Grime : 135-145 bpm
- Kuduro : 135-145 bpm
- Kizomba : 88-100 bpm
- Semba : 100-120 bpm
- Dubstep : 138-142 bpm
- Psytrance : 140-145 bpm
- Hardstyle : 140-160 bpm
- Ghettotech : 150-170 bpm
- Schranz : 150-170 bpm
- Makina : 150-190 bpm
- Drum and bass : 160-190 bpm
- Techno hardcore / Gabber : 170-200 bpm
- Happy hardcore : 175-200 bpm
- Speedcore : 195-245 bpm
- Splittercore : 500-1 000 bpm
- Extratone : Au-delà de 1 000 bpm

## Calcul de l'intervalle de temps pour une indication de tempo en bpm

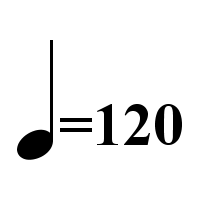
Indication de 120 bpm à la noire.

Exemple pour une indication  de 120 bpm à la noire
- Intervalle de temps entre chaque  pulsation en millisecondes = 60*1000 / valeur (en bpm) = 60000 / 120 = 500 ms

Exemple de la durée d'une double croche pour une indication  de 120 bpm à la noire
- Intervalle de durée d'une double croche pour un tempo de 120 bpm = (60000 / valeur (en bpm) ) / 4 = 125ms

Cependant, ce calcul dans le domaine temporel reste d'une  portée limitée pour le musicien dans sa pratique.

## Record
Le morceau reconnu comme morceau au bpm le plus élevé du monde est Thousand de Moby, qui comme son nom l'indique (« mille » en anglais) oscille jusqu'à 1 000 bpm. Il est d'ailleurs inscrit au Guinness Book of Records.
L'album avec le bpm moyen le plus élevé est attribué à Sunhiausa, et son EP Extreme Symphonia, dont la plupart des morceaux tournent autour de 2 000-3 000 bpm.
Le morceau le plus rapide du monde commercialisé sur les plus grandes plateformes de téléchargement  est The Lost Temple d'Aekhloria, sorti le 18 avril 2011, qui oscille jusqu'à 400 000 bpm. On entend durant ce passage un « bip » continu ressemblant à un ultrason [réf. nécessaire]. La vitesse moyenne de cette musique est d'environ 800 bpm, ce qui donne une impression de très grande vitesse, voire de précipitation. Toutefois, la mélodie principale de la musique, à la flûte, est parfaitement audible. Mais ce record n'a pas encore été reconnu par le Guinness Book of Records.[réf. nécessaire]